# Acrocercops epiclina
Acrocercops epiclina là một loài bướm đêm thuộc họ Gracillariidae. Nó được tìm thấy ở Assam, Ấn Độ. Nó được miêu tả bởi Edward Meyrick năm 1918.